# Жайворонок пустельний

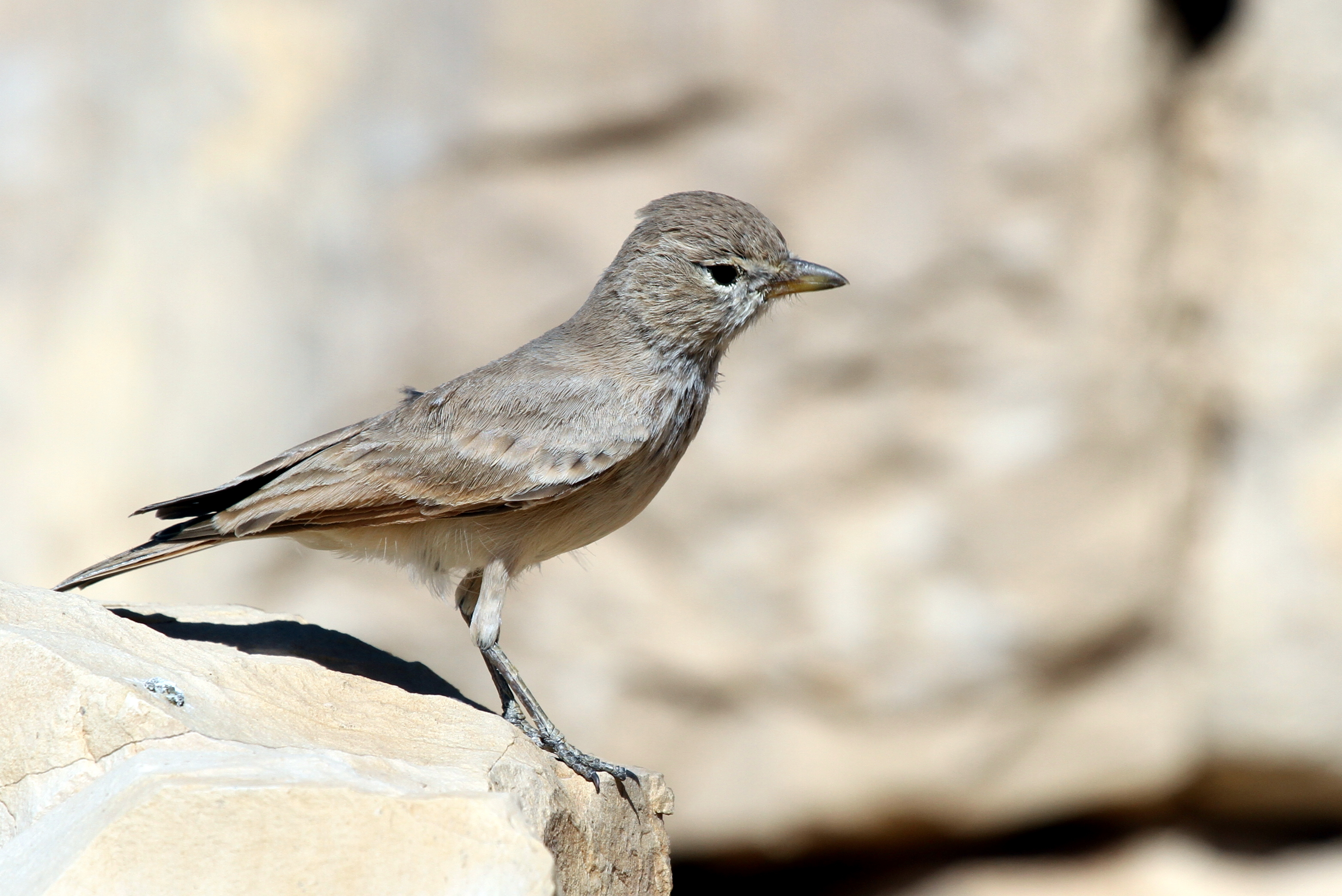
Пустельний жайворонок

Жайворонок пустельний (Ammomanes deserti) — вид горобцеподібних птахів родини жайворонкових (Alaudidae). Мешкає в Африці і Азії. Виділяють низку підвидів.

## Опис
Пустельний жайворонок — це жайворонок середнього розміру, довжина якого становить 15-17 см, а вага 21-26,6 г. Довжина хвоста становить 5,8 до 6,8 см, довжина дзьоба 1,3-1,68 см. Виду не притаманний статевий диморфізм. Забарвлення різниться в залежності від підвиду. Верхня частина тіла може бути світло-піщано-сірою, рожевувато-коричневою, або, у випадку підвиду A. d. annae, що мешкає в чорних лавових пустелях Йорданії, чорнувато-сірою. Забарвлення дзьоба також варіюється в залежності від підвиду. Верхня частина дзьоба зазвичай темно-рогова, а нижня частина тіла може бути світло-рогово-жовтою, білуватою або світло-тілесною.

## Підвиди
Виділяють двадцять два підвиди:
- A. d. payni Hartert, E, 1924 — південне Марокко, південно-західний Алжир;
- A. d. algeriensis Sharpe, 1890 — північний Алжир, Туніс, північно-західна Лівія, північно-західний Чад;
- A. d. whitakeri Hartert, E, 1911 — південно-східний Алжир і південно-західна Лівія (Тібесті);
- A. d. mya Hartert, E, 1912 — центральна алжирська Сахара;
- A. d. geyri Hartert, E, 1924 — від Мавританії до південно-західного Алжиру і північно-західного Нігеру (плоскогір'я Аїр);
- A. d. kollmannspergeri Niethammer, 1955 — північно-східний Чад і західний Судан;
- A. d. deserti (Lichtenstein, MHK, 1823) — східний Єгипет і північний Судан;
- A. d. erythrochroa Reichenow, 1904 — від західного Чаду до центрального Судану;
- A. d. isabellina (Temminck, 1823) — від північного Єгипту до південної Туреччини, Сирії, центральної Аравії, північного і південно-західного Іраку;
- A. d. samharensis Shelley, 1902 — південний схід Судану, Еритрея і південна Аравія;
- A. d. taimuri Meyer de Schauensee & Ripley, 1953 — північний Оман і ОАЕ;
- A. d. assabensis Salvadori, 1902 — південна Еритрея, Ефіопія і північний захід Сомалі;
- A. d. akeleyi Elliot, DG, 1897 — північне Сомалі;
- A. d. azizi Ticehurst & Cheesman, 1924 — схід центральної Аравії;
- A. d. saturata Ogilvie-Grant, 1900 — південна Аравія;
- A. d. insularis Ripley, 1951 — Бахрейн;
- A. d. annae Meinertzhagen, R, 1923 — Йорданія і південна Сирія;
- A. d. cheesmani Meinertzhagen, R, 1923 — схід Іраку (на схід від річки Тигр) і захід Ірану;
- A. d. parvirostris Hartert, E, 1890 — північно-східний Ірак і західний Туркменістан;
- A. d. orientalis Zarudny & Loudon, 1904 — північно-східний Ірак, північний Афганістан, південь Туркменістану, Узбекистану і Таджикистану;
- A. d. iranica Zarudny, 1911 — від центрального, південного і східного Ірану до південного Афганістану і західного Пакистану (Белуджистан);
- A. d. phoenicuroides (Blyth, 1853) — південно-східний Афганістан, східний Пакистан і північно-західна Індія (крайній захід Раджастхану).

## Поширення і екологія
Пустельні жайворонки поширені від Мавританії до крайнього заходу Індії. Вони живуть в пустелях і напівпустелях, на скелястих  і кам'янистих сзилах, порослих сухими чагарниковими заростями. Зустрічаються поодинці або невеликими зграйками, на висоті до 3000 м над рівнем моря. Ведуть переважно осілий спосіб життя. Живляться насінням і безхребетними. Сезон розмноження на півночі ареалу триває з березня по травень, на півдні — з лютого по квітень. Пустельні жайворонки гніздяться на землі. В кладці від 1 до 5 яєць.